# Bataille de Ngọc Hồi-Đống Đa
La bataille de Ngọc Hồi-Đống Đa (vietnamien : Trận Ngọc Hồi - Đống Đa; chinois : 清軍入越戰爭), aussi connue sous le nom de Victoire de Kỷ Dậu (vietnamien : Chiến thắng Kỷ Dậu), est une expédition militaire organisée en 1788–89, par Qianlong, empereur de la dynastie Qing, pour vassaliser le Đại Việt alors dirigé par la dynastie Tây Sơn. Son nom désigne les lieux de la bataille finale, en 1789, à Ngọc Hồi, un endroit situé près du district de Thanh Tri, et Đống Đa (aujourd'hui sur le territoire de Hanoï), dans le nord du Vietnam. Elle est considérée comme une des plus grandes victoires de l'histoire militaire du Vietnam, et contribua à la renommée de l'empereur Quang Trung.

## Situation avant le début du conflit
Depuis le XVIIe siècle, le Vietnam est divisé en deux royaumes qui luttent chacun pour s'imposer à l'autre : ̩
- Au nord, le Đàng Ngoài ou Tonkin, gouverné officiellement par les empereurs de la dynastie Lê mais de fait par le clan Trịnh qui détient la réalité du pouvoir.
- Au sud, le Đàng Trong ou Cochinchine, gouvernée par les seigneurs du clan Nguyễn, puis, après le succès de leur rébellion paysanne de 1771, par les trois frères de la dynastie Tây Sơn (Nguyễn Nhạc, Nguyễn Huệ et Nguyễn Lữ).

Une situation politique chaotique dans le nord permet à Nguyễn Huệ d'intervenir. Il chasse les Trịnh et installe en 1788 un nouvel empereur Lê Chiêu Thống, toujours aussi dépourvu de pourvoir. Le pouvoir réel passe en rapide succession à plusieurs généraux qui sont successivement exécutés par Nguyễn Huệ tandis que Lê Chiêu Thống prend la fuite et finit par se réfugier avec à Longzhou, au Guangxi, pour demander le soutien de la Chine des Qing.
Peu de temps après, l'intervention chinoise au Vietnam a lieu pour, selon les érudits chinois, simplement restaurer Lê Chiêu Thống sur le trône, et selon les érudits vietnamiens, en faire un vassal avec des troupes chinoises dans le pays,,.

## Invasion chinoise
Deux armées chinoises pénètrent au Vietnam en octobre de l'année Mậu Thân (novembre 1788). Côté est, les soldats de l'armée de Liangguang commandée par Sun Shiyi et Xu Shiheng marchent à travers le col de la suppression du sud (aujourd'hui nommé le col de l'amitié). Plus à l'ouest, les troupes de l'armée de Yungui (Yunnan) commandée par Wu Dajing marchent à travers le col du cheval. Ces deux armées ont le même objectif : attaquer directement la capitale, Thăng Long. Selon l'ébauche d'une histoire des Qing, une flotte aurait également été dépêchée depuis Qinzhou pour attaquer Hải Dương, mais elle n'est pas mentionnée dans les archives vietnamiennes.
À l'approche de Lạng Sơn Sun Shiyi utilise son imposante armée pour faire pression sur les troupes de Tây Sơn : il annonce qu'une armée Qing encore bien plus grande que la sienne est en train de marcher sur la ville, et promet que ceux qui aideront l'armée chinoise deviendront les nouveaux régents, tout comme l'étaient les seigneurs Trịnh auparavant. Cette tactique fonctionne, car les partisans de la dynastie Lê prennent les armes contre l'armée de Tây Sơn, qui est  battue. Nguyễn Văn Diễm Diễm (阮文艷) s'enfuit, tandis que Phan Khải Đức (潘啓德) se rend.
Les Chinois poussent rapidement plus loin vers le sud, menaçant l'armée non préparée de Tây Sơn, qui se disperse dans toutes les directions devant la menace chinoise. Nguyễn Văn Hòa (阮文和) rassemble ce qu'il reste de l'armée et occupe Tam Giang, soit le district de Yên Phong, pour se préparer à affronter les Chinois.
Après avoir évalué la situation, Ngô Văn Sở ordonne à Lê Duy Cận (le régent qui remplace Lê Chiêu Thống) d'écrire une lettre à Sun Shiyi. Dans cette missive, Cận se décrit comme un dirigeant populaire et essaye de persuader Sun de battre en retraite, ce que ce dernier refuse. Réalisant que l'armée Tây Sơn ne peut pas empêcher l'armée chinoise de marcher vers Thăng Long, Ngô Thì Nhậm suggère que les troupes de Tây Sơn se retirent à Tam Điệp et envoie une demande de renforts à Phú Xuân (actuellement Huế). Sở accepte son idée et les troupes de Sơn Nam, Sơn Tây et Kinh Bắc se replient à Thăng Long. Sở les y rassemble, puis évacue Thăng Long et se retire en bon ordre à Tam Điệp. Cependant, Phan Văn Lân n'est pas d'accord avec ce plan, et prend la tête d'une troupe de soldats pour attaquer l'armée chinoise au niveau de la rivière Nguyệt Đức, ce qui correspond actuellement à la riviére Cầu. À l'issue de la bataille, Lân est battu par Zhang Chaolong et s’enfuit. Finalement, Ngô Văn Sở l'accueille et, une fois arrivé à Tam Điệp, il envoie Nguyễn Văn Tuyết Tuyết à Phú Xuân pour y demander de l'aide.
Le 29 novembre de l'année Mậu Thân (16 décembre 1788), l'armée chinoise marche sur la rivière Nhị (actuellement nommée la rivière Rouge). Les troupes chinoises occupent Thăng Long le lendemain matin, sans rencontrer aucune résistance. Le 24 novembre (21 décembre 1788), Sun Shiyi installe Lê Chiêu Thống comme "roi d'Annam" à Thăng Long. Sun se considère comme le supérieur des souverains Lê et méprise Lê Chiêu Thống. Il se murmurait parmi la population vietnamienne qu'ils n'avaient jamais eu un monarque aussi indigne que celui-ci auparavant. Lê Chiêu Thống déçoit de plus en plus ses partisans par son étroitesse d'esprit et sa cruauté exceptionnelle. Par exemple, il fait couper les jambes de ses trois oncles, qui s'étaient rendus aux troupes des Tây Sơn, et fait également éventrer des princesses enceintes et vivantes, car elles avaient épousé des généraux Tây Sơn.
La fin de l'année approchant, les Chinois décident de célébrer le festival du Nouvel An chinois et de ne marcher vers le sud pour capturer Phú Xuân (l'actuelle ville de Hué) que le 6 janvier de l'année suivante (31 janvier 1789). Comme la fête du Tết, le nouvel An vietnamien, est célébré en même temps, les généraux chinois supposent que l'armée des Tây Sơn n’attaquera pas pendant cette période. La suite des événements va leur prouver qu'ils ont tort.

## La marche vers le nord des renforts Tây Sơn
Le 24 novembre de l'année Mậu Thân (21 décembre 1788), Nguyễn Văn Tuyết arrive à Phú Xuân. Nguyễn Huệ déclare le même jour que Lê Chiêu Thống est un traitre à la nation et qu'en conséquence, il ne peut pas régner. Le jour suivant, Huệ se proclame Empereur Quang Trung et, après son couronnement, il marche vers le nord avec une armée de 60 000 hommes sous ses ordres. Il recrute des volontaires en traversant la province de Nghệ An, portant le total de ses effectifs à 100 000 soldats. À Thọ Hạc (Thanh Hóa) il encourage et inspire ses soldats en leur tenant le discours suivant:

« :Battez-vous pour garder nos cheveux longs !
Battez-vous pour garder nos dents noires !
Battez-vous pour que nos ennemis n'aient pas une seule roue pour rentrer chez eux !
Battez-vous pour que nos ennemis n'aient pas une seule armure pour rentrer chez eux !
Battez-vous pour que l'histoire sache que ce pays héroïque du Sud est son propre maître ! »

Leur moral gonflé à bloc, ses soldats expriment bruyamment leur approbation et se mettent en route à marche forcée. Pendant ce temps, après avoir remporté quelques victoires faciles, les généraux chinois deviennent trop sûrs d'eux et méprisent l'armée des Tây Sơn. Huệ le remarque et envoie un représentant auprès des Chinois pour négocier la paix. Sun répond en ordonnant à Huệ de se retirer à Phú Xuân, ce qu'il ne fait pas.
Huệ arrive à Tam Điệp le 20 décembre (15 janvier 1789). Là, Ngô Thì Nhậm lui soumet un plan, qu'il approuve. Huệ rassemble alors toutes les troupes qu'il a à sa disposition et en fait cinq colonnes de la manière suivante :
- Le gros des troupes, dirigé par Huệ, marche vers le nord pour attaquer directement Thăng Long.
- Une flotte dirigée par Nguyễn Văn Tuyết Đầu navigue depuis la rivière Lục Đầu pour attaquer les partisans de Lê à Hải Dương.
- Une autre flotte, dirigée par Nguyễn Văn Lộc Lạng, navigue également depuis la rivière Lục Đầu, mais pour attaquer Phượng Nhãn et Lạng Giang.
- Un contingent de cavalerie, incluant des éléphants de guerre, dirigé par Đặng Tiến Tiến Đông, marche vers le nord pour attaquer le Cen Yidong à Đống Đa.
- Un autre contingent de cavalerie, comprenant également des éléphants de guerre et commandé par Nguyễn Tăng LongTăng dépasse Sơn Tây pour attaquer Xu Shiheng à Ngọc Hồi; un endroit situé près de Thanh Trì[3],[4].

## Bataille

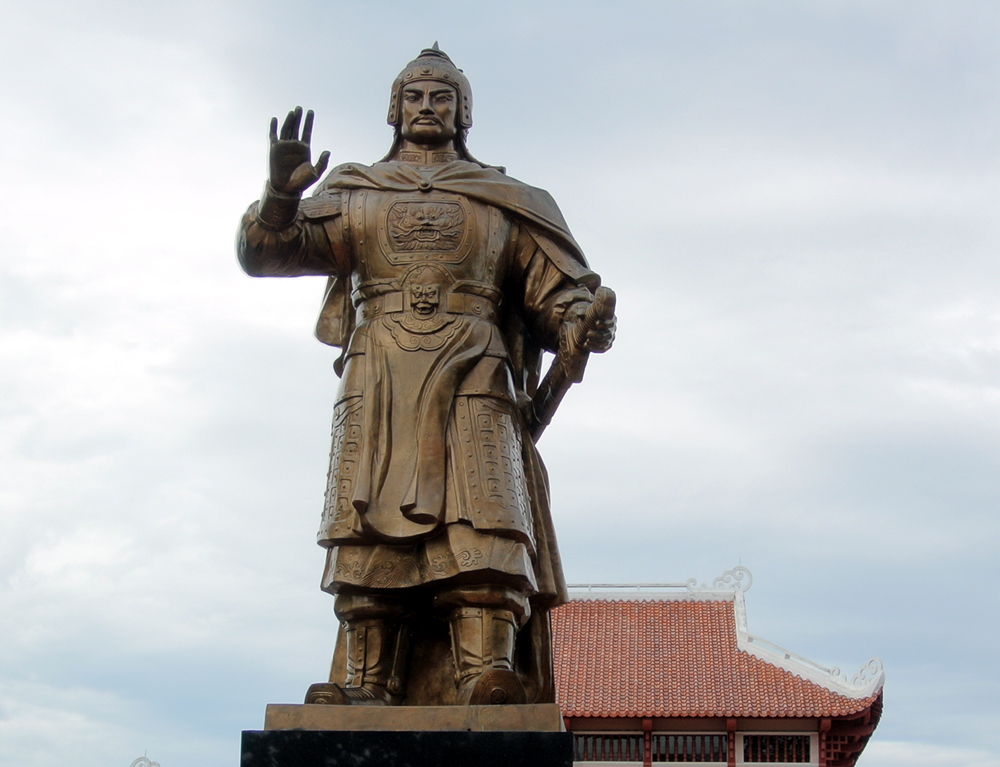
Nguyễn Huệ, commandant en chef de l'armée Tây Sơn

L'armée Tây Sơn traverse la rivière Giao Thủy (ce qui correspond actuellement à la rivière Hoàng Long dans la province de Ninh Bình) la veille du Nouvel An et élimine tous les éclaireurs chinois qu'elle rencontre sur son chemin. Les troupes Tây Sơn atteignent Thăng Long dans la nuit du 3 janvier de l'année suivante (28 janvier 1789) et lancent immédiatement une attaque surprise contre les Chinois, qui sont alors en pleine célébration du festival du Nouvel An. Nguyễn Huệ commence par assiéger le fort Hà Hồi, pendant que ses soldats crient aux défenseurs de se rendre. Effrayés, les Chinois se dispersent dans la nuit. À l'aube du 5 janvier (30 janvier 1789), Huệ assiège le fort Ngọc Hồi. Les défenseurs chinois du fort ouvrent le feu sur les assiégeants, qui utilisent des gros blocs de bois mouillés pour se protéger des balles et autres projectiles. Nguyễn Huệ soutient le moral de ses hommes en se battant en première ligne, à dos d'éléphant. Les éléphants de guerre percent une brèche dans les murs du fort, qui est immédiatement envahi par les soldats Tây Sơn. Les combats s’achèvent par un corps à corps sanglant à l'arme blanche entre Chinois et Vietnamiens et une victoire des Tây Sơn. Par la suite, ces derniers s'emparent, entre autres, des forts de Văn Điển, Đống Đa Đa et An Quyết.

### fin de la campagne
Après avoir subi une défaite aussi désastreuse, les troupes chinoises se débandent et s'enfuient. Quand Sun Shiyi apprend que son armée a été vaincue, il s'enfuit avec une douzaine d'hommes, et en traversant la rivière Nhị (aujourd'hui la rivière Rouge), il perd son sceau officiel. Ce dernier est retrouvé un peu plus tard par des soldats Tây Sơn, qui le remettent à Nguyễn Huệ. Lê Chiêu Thống s'enfuit également en Chine. Les généraux Qing Xu Shiheng, Shang Weisheng, Zhang Chaolong et Cen Yidong sont tués au combat, tandis que d'innombrables soldats et sympathisants chinois se noient en traversant la rivière Nhị, dont le général Li Hualong. On ne sait pas très bien qui, entre Đặng Xuân Bảo et Nguyễn Tăng Long a été le premier général à pénétrer dans Thăng Long, mais dans tous les cas il est suivi de près par Nguyễn Huệ Huệ et le gros de l'armée Tây Sơn, qui reprend la ville.
Pendant ce temps, l'armée de Wu Dajing avait atteint Sơn Tây. C'est là que Wu apprend que Sun a été vaincu. En conséquence, il décide de se replier sur le Yunnan. Son armée tombe dans une embuscade tendue par Ma Doãn Dao, un chef local rallié aux Tây Sơn, mais contrairement à Sun, la plupart de ses soldats arrivent sains et saufs en Chine, un acte qui lui vaut de recevoir les louanges de l'empereur Qianlong,.

## Conséquences

### À court terme
Sept jours plus tard, Sun Shiyi arrive dans la province du Guangxi, où il rencontre Lê Chiêu Thống. Selon le Khâm định Việt sử Thông giám cương mục, Sun réconforte Lê Chiêu Thống et lui promet qu'il vas rassembler de nouvelles troupes et le réinstaller sur son trône. Lê Chiêu Thống et ses partisans sont hébergés à Guilin.
Entre-temps, un ordre secret de l'empereur Qianlong tombe entre les mains des Tây Sơn puis est remis à Nguyễn Huệ. Qianlong y ordonne à Sun de marcher lentement et de laisser les fonctionnaires fidèles aux Lê revenir au Vietnam pour retrouver Lê Chiêu Thống. Au cas où l'armée Tây Sơn battrait en retraite, ce qui serait le plus favorable, Lê Chiêu Thống prendrait la tête avec ses fidèles et laisserait l'armée chinoise l'accompagner un peu plus en arrière. Sinon, Qianlong ordonnerait à la marine chinoise d'attaquer Thuận Hóa et Quảng Nam : dans ce cas, les troupes Tây Sơn ne pourraient faire face à une attaque sur deux fronts et Huệ se rendrait. L'empereur chinois ordonnerait alors à Huệ de reconnaître la domination de Lê Chiêu Thống dans le nord du Vietnam et d'acter la division du pays en deux royaumes. Mais la défaite de l'armée Qing embarrasse Qianlong et rend ce plan caduc tandis que, de son côté, Huệ n'a pas ouvert de pourparlers de paix. Nguyễn Huệ réalise alors que la restauration de la dynastie Lê n'est qu'une excuse, que la véritable intention de Qianlong est de prendre le contrôle du Vietnam, et que donc la Chine des Qing allait certainement se lancer dans des préparatifs en vue d'envahir à nouveau le Vietnam. Comprenant les tenants et aboutissants de la situation, Huệ tente de trouver une solution diplomatique avec la Chine des Qing pour éviter une nouvelle invasion et ordonne à Ngô Thì Nhậm de s'occuper des négociations de paix. Puis il retourne à Phú Xuân.
Pendant ce temps, l'empereur Qianlong, en colère à la suite de l'échec de l'invasion, remplace Sun Shiyi par Fuk'anggan et fait planifier une autre attaque contre le Vietnam. Fuk'anggan préfère la négociation au conflit et envoie une lettre a Nguyễn Huệ et lui pour expliquer que pour obtenir un cessez-le-feu, une condition préalable nécessaire est que Huệ adresse une excuse officielle à l'empereur Qianlong. Huệ accepte, change son nom en Nguyễn Quang Bình et envoie Nguyễn Quang Hiển (阮光顯) ainsi que Vũ Huy Tấn (武輝瑨) à Pékin. Huệ accepte également de reconnaître et d'honorer le tribut traditionnellement versé à la Chine par les souverains du Viet Nam et d'assister à l'audience impériale officielle. Qianlong approuve cette proposition et lui donne le titre d'An Nam quốc vương vương ("Roi d'Annam"). Le fait que Huệ reçoive le titre qui avait été donné à Lê Chiêu Thống une fois ce dernier remis sur le trône indique implicitement la fin du soutien des Qing aux prétentions de l'ex-empereur Lê.
En résumé, Lê Chiêu Thống et les Trinh sont complètement évincés, au profit d'une part de Huệ qui est devenu le maitre le tout le Vietnam, et d'autre part de Quianlong qui a obtenu de Hué la reconnaissance d'un statut de vassal tributaire de la chine. Pour les deux camp, ce compromis est provisoire. Il durera une douzaine d'année.

### À long terme
Nguyễn Huệ espère se dégager de la tutelle de la Chine. Il exerce son armée, construit de grands navires de guerre et attend l'occasion de se venger des Qing. Il permet que son royaume serve de refuge à des organisations anti-mandchoues telles que le Tiandihui (en) et le Lotus blanc. De célèbres pirates chinois, tels que Chen Tien-pao (陳添保), Mo Kuan-fu (莫觀扶), Liang Wen-keng (梁文庚), Fan Wen-tsai (樊文才), Cheng Chi (鄭七) et Cheng I (鄭一) obtiennent des postes officiels ou des titres de noblesse au sein de l'empire Tây Sơn. Mais cela ne dure qu'un temps car tous les plans d'attaque sont abandonnés après la mort subite de Nguyễn Huệ.
De leur côté, la Chine attend aussi l'occasion. Après la mort de Huệ, au prétexte du massacre de colons chinois par les Sơn, les Chinois appuient les seigneurs Nguyễn qui en 1802 arrachent le contrôle total du Vietnam au Tây Sơn, établissant la dynastie Nguyễn sous leur tutelle,,.

## Influence culturelle
La bataille de Ngọc Hồi-Đống Đa est considérée comme l'une des plus grandes victoires militaires du peuple vietnamien. En Chine, elle fait partie des "Dix Grandes Campagnes" qui ont eu lieu sous le règne de l'empereur Qianlong.
La victoire vietnamienne est vue comme une nouvelle étape dans l'arrêt de l'expansionnisme Qing, après la victoire héroïque de la dynastie birmane Konbaung sur les Chinois lors de la Guerre Sino-Birmane (en). Elle est vue comme une victoire militaire si importante que certains historiens spéculent sur le fait que cet événement aurait pu empêcher les Qing de lancer d'autres tentatives d'invasion en l'Asie du Sud-Est. L'empereur Quang Trung, cependant, a pris sa place comme icône de la culture vietnamienne. En effet en tant que sauveur national, il est représenté sur le billet de banque sud-vietnamien de 200 đồng et des temples et des rues portent son nom.

## Galerie

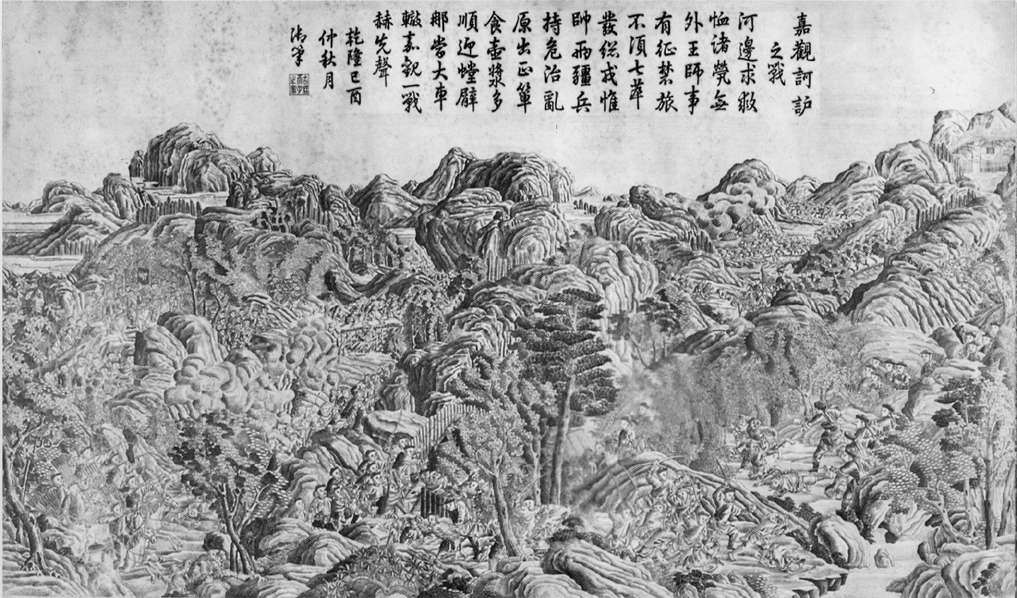
Batailles de Gia-quan et Ha-Ho
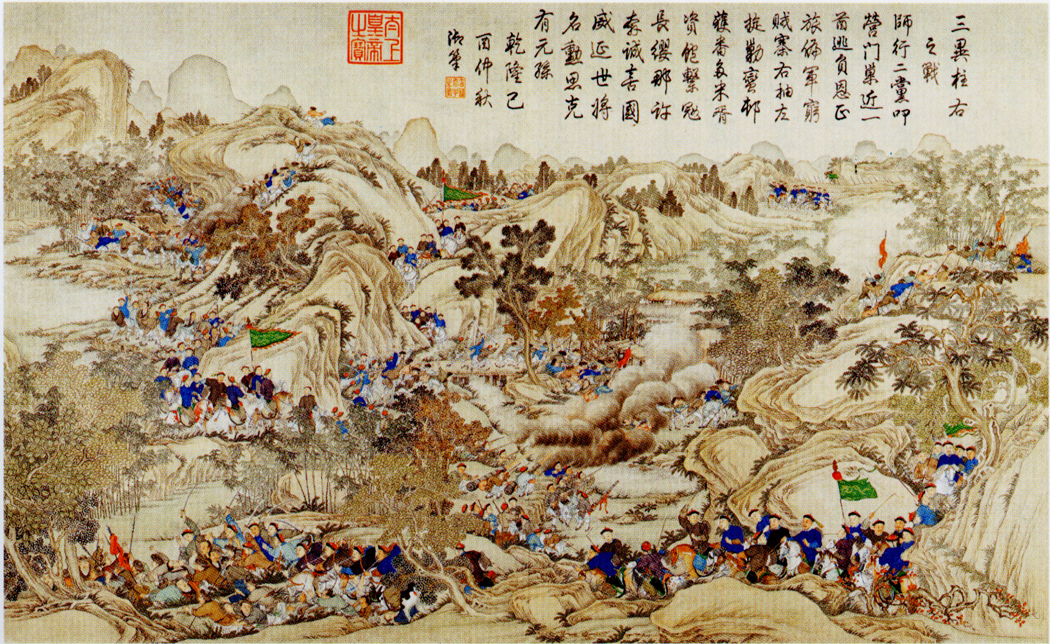
Batailles de Tam-dy et Tru-huu
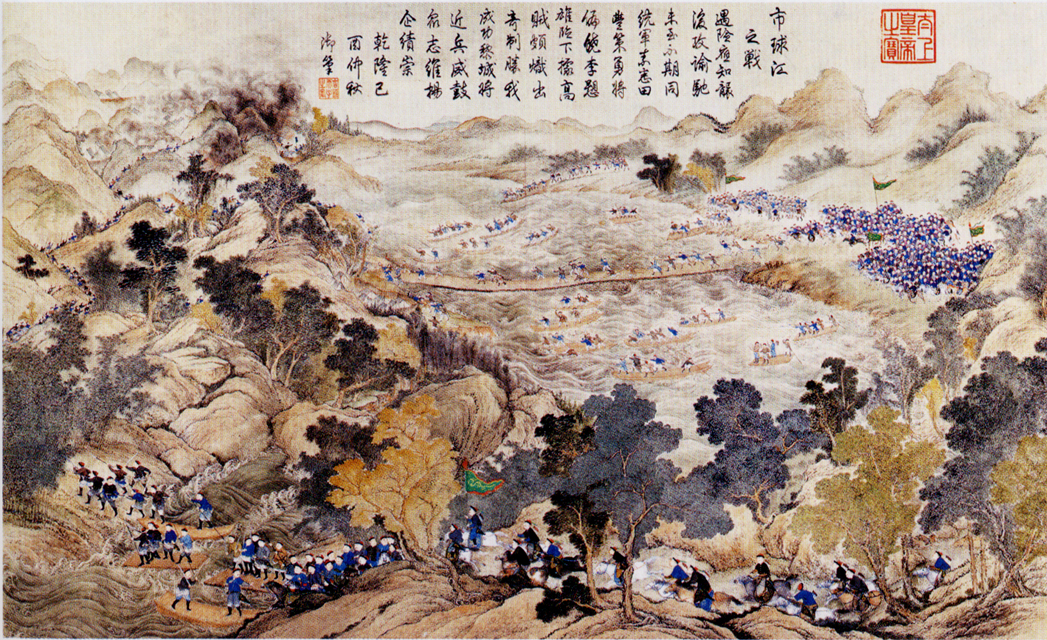
Bataille de la riviére Thi-cau
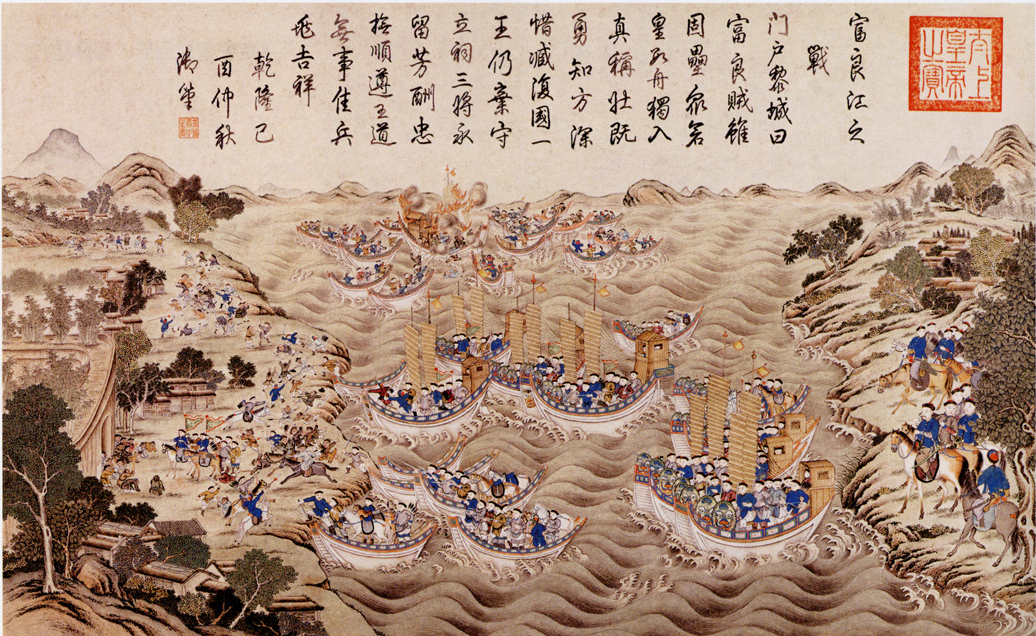
Bataille de la riviére Phu-luong
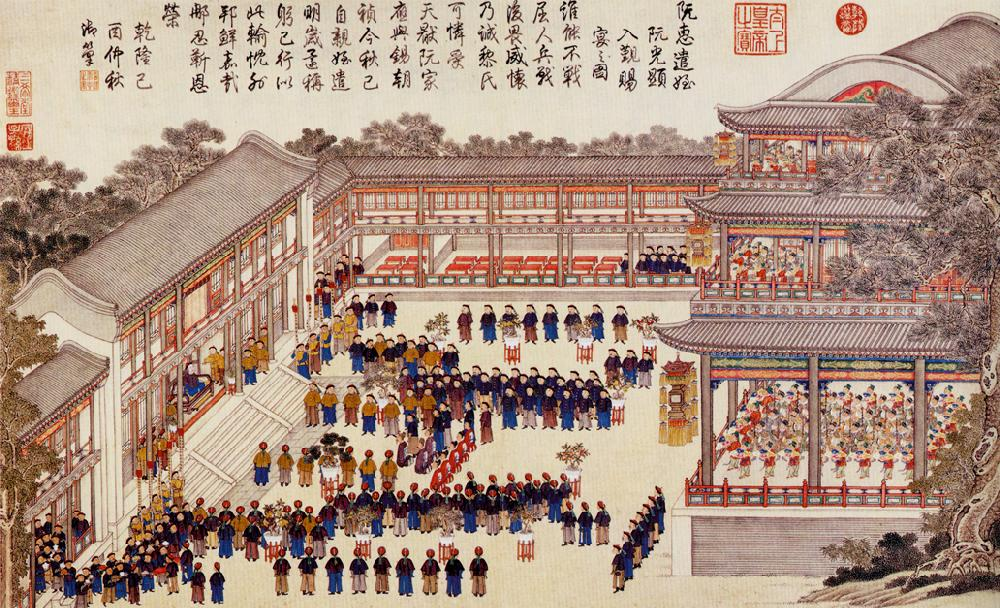
Banquet de la victoire de l'empereur, pour féliciter Nguyen Quang-Hien, l'envoyé de Nguyen Hue